# ACF Fiorentina 2008-2009
Questa voce raccoglie le informazioni riguardanti l'ACF Fiorentina nelle competizioni ufficiali della stagione 2008-2009.

## Stagione
Assicuratisi sul mercato le prestazioni di Gilardino e Felipe Melo, i viola bagnarono il ritorno in Champions League guadagnando contro il ceco Slavia Praga l'accesso al tabellone principale: in procinto di misurarsi col Bayern Monaco dell'ex Luca Toni, il nuovo attaccante rispose a Nedvěd — coi bianconeri reduci a loro volta dalle fatiche in Europa — archiviando in parità il primo posticipo del campionato.
Da segnalare anche l'arrivo del talento montenegrino Jovetić, inutilizzato nella trasferta di Napoli che precedeva l'esordio in coppa: a illudere vanamente la tifoseria contro il Lione era ancora la punta azzurra, peraltro match winner nel derby dell'Appennino svoltosi il 21 settembre 2008. Divisione della posta in palio anche col romeno Steaua Bucarest, prima che un tracollo sul campo dei bavaresi minasse le chance di qualificazione: contenuti gli assalti di un'Inter campione d'Italia nel secondo appuntamento infrasettimanale del campionato, una settimana più tardi Mutu e soci imponevano il pari agli stessi tedeschi.
La maggior delusione per il pubblico del Franchi veniva costituita dai transalpini, con una rete dell'ex rossonero utile comunque a garantire il ripescaggio in UEFA: ad attendere i toscani dopo la sosta l'olandese Ajax, con il 2009 aperto dall'inatteso knock-out per mano del Lecce (cogliendo a Firenze un bottino pieno che mancava all'ospite di turno dal 3 febbraio 2008) cui assommare passi falsi a Milano e Torino che determinarono la perdita della quarta posizione fin lì occupata.
Rivalendosi coi partenopei per la sconfitta del mese di settembre, un pirotecnico 3-3 a Marassi manteneva a +1 il vantaggio nei confronti dell'inseguitrice Genoa: trafitta invece dal Lanciere Kennedy Bakırcıoğlu in campo amico, la Fiorentina subì un «gol-beffa» a 2' dai supplementari nel ritorno abbandonando dunque la competizione europea nei sedicesimi di finale. Conosciuto per breve tempo il sorpasso in classifica dei liguri, gli uomini di Cesare Prandelli ripresero quota in aprile: un 1-1 in terra salentina decretò l'aritmetica qualificazione alla Champions League 2009-10, col favorevole bilancio degli scontri diretti a sancire il quarto posto causa un ex aequo coi summenzionati rossoblu.

## Divise e sponsor
Lo sponsor tecnico per la stagione 2008-2009 è Lotto, mentre lo sponsor ufficiale è Toyota (differenziato nel girone di ritorno con Toyota IQ). Lo sponsor è al centro della maglia, mentre lo sponsor tecnico e il logo della squadra si trovano al di sopra, rispettivamente sulla destra e sulla sinistra.
La divisa casalinga presenta una maglia di colore viola con girocollo giallo e due bande sempre gialle che scendono lungo il giromanica e poi lateralmente lungo il busto. I calzoncini sono viola e presentano due bande gialle a prosecuzione di quelle della maglia con il logo della squadra sulla gamba destra. I calzettoni sono viola con stemma della società e sponsor tecnico sulla parte centrale. Il numero e il nome sulla maglia sono dorati così come il numero sui calzoncini posto sulla gamba sinistra
La divisa da trasferta presenta maglia, pantaloncini e calzettoni di colore bianco. Il numero e il nome sulla maglia sono di colore viola così come il numero sui calzoncini sempre posto sulla gamba sinistra.
La terza divisa presenta maglia, pantaloncini e calzettoni di colore rosso. Il numero e il nome sulla maglia sono di colore bianco così come il numero sui calzoncini sempre posto sulla gamba sinistra.
| Casa | Trasferta | Terza divisa |

## Organigramma societario
Area direttiva
- Presidente: Andrea Della Valle
- Presidente onorario: Diego Della Valle
- Vice Presidente e amministratore delegato: Marco Cognigni
- Amministratore delegato: Sandro Mencucci

Area organizzativa
- Segretario generale: Raffaele Righetti
- Segreteria sportiva: Fabio Bonelli
- Team manager: Roberto Ripa

Area comunicazione e marketing
- Responsabile area marketing e comunicazione: Salvatore Cuccu
- Ufficio Stampa: Silvia Berti

Area tecnica
- Direttore sportivo e responsabile area tecnica: Pantaleo Corvino
- Allenatore: Claudio Cesare Prandelli
- Allenatore in seconda: Gabriele Pin
- Collaboratori tecnici: Renzo Casellato, Nicolò Prandelli
- Preparatore atletico: Giambattista Venturati
- Preparatore dei portieri: Vincenzo Di Palma Esposito

Area sanitaria
- Responsabile sanitario: Paolo Manetti
- Medico sociale: Andrea Capalbo
- Massaggiatori: Maurizio Fagorzi, Daniele Misseri

### Giovanili
Area direttiva
- Responsabile settore giovanile: Giuseppe Campedelli
- Segretario sportiva: Luigi Curradi
- Responsabile area logistico-organizzativa: Rocco De Vincenti

Area sanitaria
- Medico sociale settore giovanile: Giovanni Serni
- Medici: Iacopo Giulattini, Valentina Di Tante, Massimiliano Gabellini, Marco Gianassi, Andrea Moretti
- Fisioterapisti: Alessandro Rocchini, Stefano Dainelli, Luca Breschi
- Massaggiatori: Michele Benvenuti, Giuseppe Pillori, Carlo Bomberini, Antonio Marcolin, Walter Verdi, Vladimiro Bartali, Filippo Nannelli, Daniele Nesti

Area tecnica
- Responsabile area fisica: Vincenzo Vergine
- Preparatori atletici: Domenico Melino, Marco Coralli
- Collaboratori tecnici: Andrea Benedetti, Damir Blokar, Francesco D'Alessandro, Veronica Colzi
- Preparatori dei portieri: Cristian Ferrante, Emiliano Betti, Davide Bancalani, Giacomo Santoni
- Allenatori dei portieri: Carlo Romio, Massimo Costa, Matteo Martini
- Allenatore Primavera: Alberto Bollini
- Allenatore Allievi Nazionali: Renato Buso
- Allenatore Allievi Regionali Professionisti: Luca Guerri
- Allenatore Giovanissimi Nazionali: Leonardo Gabbanini
- Allenatore Giovanissimi Regionali Professionisti: Federico Guidi
- Allenatore Esordienti Regionali (1996): Vladimiro Carraro
- Allenatore Esordienti Provinciali (1997): Gianni Augusti e Roberto Bacci
- Allenatore Squadra Pulcini (1998): Paolo Biagi, Maurizio Ridolfi
- Allenatore Squadra Pulcini (1999): Stefano Cappelletti, Vittorio Lanni

## Rosa

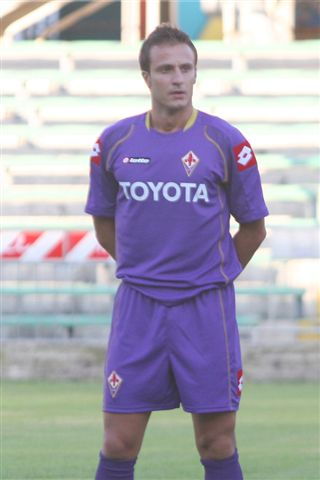
Alberto Gilardino

| N. |                       | Ruolo | Calciatore                |
| -- | --------------------- | ----- | ------------------------- |
| 1  | Francia (bandiera)    | P     | Sébastien Frey            |
| 2  | Danimarca (bandiera)  | D     | Per Krøldrup              |
| 3  | Italia (bandiera)     | D     | Dario Dainelli (capitano) |
| 4  | Italia (bandiera)     | C     | Marco Donadel             |
| 5  | Italia (bandiera)     | D     | Alessandro Gamberini      |
| 6  | Perù (bandiera)       | C     | Juan Manuel Vargas        |
| 7  | Italia (bandiera)     | C     | Franco Semioli            |
| 8  | Montenegro (bandiera) | A     | Stevan Jovetić            |
| 9  | Italia (bandiera)     | A     | Pablo Daniel Osvaldo      |
| 10 | Romania (bandiera)    | A     | Adrian Mutu               |
| 11 | Italia (bandiera)     | A     | Alberto Gilardino         |
| 13 | Italia (bandiera)     | P     | Marco Storari             |
| 14 | Italia (bandiera)     | D     | Luciano Zauri             |
| 15 | Rep. Ceca (bandiera)  | C     | Ondřej Mazuch             |
| 16 | Rep. Ceca (bandiera)  | C     | Jan Hable                 |
| 17 | Senegal (bandiera)    | A     | Papa Waigo                |
| 18 | Italia (bandiera)     | C     | Riccardo Montolivo        |
| 19 | Italia (bandiera)     | C     | Massimo Gobbi             |
| 20 | Danimarca (bandiera)  | C     | Martin Jørgensen          |
| 21 | Italia (bandiera)     | D     | Gianluca Comotto          |
| 22 | Serbia (bandiera)     | C     | Zdravko Kuzmanović        |

| N. |                       | Ruolo | Calciatore                 |
| -- | --------------------- | ----- | -------------------------- |
| 23 | Italia (bandiera)     | D     | Manuel Pasqual             |
| 24 | Argentina (bandiera)  | C     | Mario Alberto Santana      |
| 25 | Serbia (bandiera)     | P     | Vlada Avramov              |
| 28 | Brasile (bandiera)    | A     | Jefferson Andrade Siqueira |
| 29 | Italia (bandiera)     | A     | Giampaolo Pazzini          |
| 30 | Argentina (bandiera)  | C     | Sergio Bernardo Almirón    |
| 32 | Italia (bandiera)     | A     | Emiliano Bonazzoli         |
| 33 | Italia (bandiera)     | P     | Andrea Seculin             |
| 34 | Serbia (bandiera)     | C     | Nikola Gulan               |
| 35 | Senegal (bandiera)    | C     | Pape Moussa Diakhaté       |
| 36 | Italia (bandiera)     | D     | Dario Fedi                 |
| 37 | Italia (bandiera)     | D     | Giacomo Lepri              |
| 38 | Italia (bandiera)     | A     | Lorenzo Morelli            |
| 40 | Italia (bandiera)     | D     | Marco Romizi               |
| 41 | Italia (bandiera)     | D     | Massimiliano Tagliani      |
| 42 | Italia (bandiera)     | P     | Matteo Bacciosi            |
| 43 | Italia (bandiera)     | D     | Ramzi Aya                  |
| 44 | Italia (bandiera)     | D     | Federico Masi              |
| 54 | Portogallo (bandiera) | D     | Manuel da Costa            |
| 88 | Brasile (bandiera)    | C     | Felipe Melo                |
|    | Brasile (bandiera)    | D     | Alex                       |

## Calciomercato

### Sessione estiva(dal 1/7 al 1/9)
| Acquisti | Acquisti                   | Acquisti  | Acquisti                     |
| R.       | Nome                       | da        | Modalità                     |
| -------- | -------------------------- | --------- | ---------------------------- |
| P        | Marco Storari              | Milan     | prestito                     |
| D        | Gianluca Comotto           | Torino    | definitivo (3,8 milioni €)   |
| D        | Juan Manuel Vargas         | Catania   | definitivo (12 milioni €)    |
| D        | Luciano Zauri              | Lazio     | prestito                     |
| C        | Sergio Bernardo Almirón    | Juventus  | prestito (0,5 milioni €)     |
| C        | Felipe Melo                | Almería   | definitivo (8 milioni €)     |
| C        | Nikola Gulan               | Sampdoria | riscatto comp. (0 milioni €) |
| A        | Alberto Gilardino          | Milan     | definitivo (15 milioni €)    |
| A        | Jefferson Andrade Siqueira | Paraná    | definitivo (0 milioni €)     |
| A        | Stevan Jovetić             | Partizan  | definitivo (8 milioni €)     |
| A        | Arturo Lupoli              | Treviso   | fine prestito                |

| Cessioni | Cessioni             | Cessioni        | Cessioni                          |
| R.       | Nome                 | a               | Modalità                          |
| -------- | -------------------- | --------------- | --------------------------------- |
| P        | Cristiano Lupatelli  | -               | svincolato                        |
| P        | Edoardo Pazzagli     | Prato           | prestito                          |
| D        | Alessandro Potenza   | Genoa           | definitivo (2,2 milioni €)        |
| D        | Tomáš Ujfaluši       | Atlético Madrid | definitivo (0 milioni €)          |
| D        | Anthony Vanden Borre | Genoa           | definitivo (2,5 milioni €)        |
| C        | Guilherme Do Prado   | -               | svincolato                        |
| C        | Fabio Liverani       | Palermo         | definitivo (0 milioni €)          |
| A        | Daniele Cacia        | Piacenza        | risoluzione comp. (2,9 milioni €) |
| A        | Samuel Di Carmine    | QPR             | prestito                          |
| A        | Matthias Lepiller    | Grasshoppers    | prestito                          |
| A        | Arturo Lupoli        | Norwich City    | prestito                          |
| A        | Christian Vieri      | -               | svincolato                        |

### Sessione invernale(dal 7/1 al 2/2)
| Acquisti | Acquisti           | Acquisti     | Acquisti                     |
| R.       | Nome               | da           | Modalità                     |
| -------- | ------------------ | ------------ | ---------------------------- |
| A        | Emiliano Bonazzoli | Sampdoria    | prestito oneroso (0,5 mln €) |
| A        | Matthias Lepiller  | Grasshoppers | fine prestito                |
| A        | Arturo Lupoli      | Norwich City | fine prestito                |

| Cessioni | Cessioni             | Cessioni      | Cessioni                     |
| R.       | Nome                 | a             | Modalità                     |
| -------- | -------------------- | ------------- | ---------------------------- |
| D        | Manuel da Costa      | Sampdoria     | prestito oneroso (0,2 mln €) |
| C        | Nikola Gulan         | Monaco 1860   | prestito                     |
| C        | Jan Hable            | Baník Ostrava | prestito                     |
| A        | Matthias Lepiller    | Eupen         | prestito                     |
| A        | Arturo Lupoli        | Sheffield Utd | prestito                     |
| A        | Pablo Daniel Osvaldo | Bologna       | definitivo (7,5 milioni €)   |
| A        | Papa Waigo           | Lecce         | prestito                     |
| A        | Giampaolo Pazzini    | Sampdoria     | definitivo (9 milioni €)     |

## Risultati

### Serie A

#### Girone di andata
| Arbitro: | Morganti (Ascoli Piceno) |

|               |           |            |
| Gilardino 89’ | Marcatori | 39’ Nedvěd |

| Arbitro: | Tagliavento (Terni) |

|                       |           |          |
| Hamsik 48’ Maggio 70’ | Marcatori | 40’ Mutu |

| Arbitro: | Damato (Barletta) |

|               |           |  |
| Gilardino 37’ | Marcatori |  |

| Arbitro: | De Marco (Chiavari) |

|                                   |           |  |
| Mauri 51’ Pandev 55’ Siviglia 59’ | Marcatori |  |

| Arbitro: | Rosetti (Torino) |

|               |           |  |
| Gilardino 61’ | Marcatori |  |

| Arbitro: | Banti (Livorno) |

|  |           |                              |
|  | Marcatori | 32’ Kuzmanovic 74’ Gilardino |

| Arbitro: | Orsato (Schio) |

|                                       |           |  |
| Pazzini 40’ (rig.) Gilardino 75’, 81’ | Marcatori |  |

| Arbitro: | Morganti (Ascoli Piceno) |

|                     |           |                             |
| Fábio Simplício 50’ | Marcatori | 19’ Gilardino 42’, 62’ Mutu |

| Firenze 29 ottobre 2008, ore 20:30 UTC+1 9ª giornata | Fiorentina       | 0 – 0 referto | Inter | Stadio Artemio Franchi (36 358 spett.)\| Arbitro: \| Rosetti (Torino) \| |
| Arbitro:                                             | Rosetti (Torino) |               |       |                                                                          |

| Arbitro: | Farina (Novi Ligure) |

|            |           |  |
| Kharja 76’ | Marcatori |  |

| Arbitro: | Damato (Barletta) |

|                               |           |                     |
| Felipe Melo 20’ Gilardino 23’ | Marcatori | 77’ (rig.) Floccari |

| Arbitro: | Gava (Conegliano) |

|                        |           |  |
| Acquafresca 31’ (rig.) | Marcatori |  |

| Arbitro: | Orsato (schio) |

|                                                  |           |                                       |
| Mutu 52’ (rig.) Montolivo 63’, 78’ Gilardino 79’ | Marcatori | 29’ Floro Flores 83’ (rig.) Di Natale |

| Arbitro: | Tagliavento (Terni) |

|           |           |  |
| Totti 59’ | Marcatori |  |

| Arbitro: | Saccani (Mantova) |

|                   |           |                                           |
| Rosina 77’ (rig.) | Marcatori | 3’ Mutu 43’, 84’ Gilardino 75’ Kuzmanovic |

| Arbitro: | De Marco (Chiavari) |

|                        |           |  |
| Mutu 56’ Gilardino 79’ | Marcatori |  |

| Arbitro: | Orsato (Schio) |

|  |           |               |
|  | Marcatori | 19’ Montolivo |

| Arbitro: | Mazzoleni (Bergamo) |

|                 |           |                            |
| Felipe Melo 24’ | Marcatori | 6’ Giacomazzi 28’ Castillo |

| Arbitro: | Rosetti (Torino) |

|         |           |  |
| Pato 7’ | Marcatori |  |

#### Girone di ritorno
| Arbitro: | Saccani (Mantova) |

|               |           |  |
| Marchisio 21’ | Marcatori |  |

| Arbitro: | Rizzoli (Bologna) |

|                           |           |            |
| Santana 47’ Montolivo 79’ | Marcatori | 49’ Vitale |

| Arbitro: | Orsato (Schio) |

|                |           |                              |
| Mingazzini 52’ | Marcatori | 6’, 16’ Mutu 90+3’ Gilardino |

| Arbitro: | De Marco (Chiavari) |

|               |           |  |
| Gilardino 89’ | Marcatori |  |

| Arbitro: | Rizzoli (Bologna) |

|                                                  |           |                             |
| Thiago Motta 12’ Palladino 38’ Milito 56’ (rig.) | Marcatori | 60’ (rig.), 80’, 90+3’ Mutu |

| Arbitro: | Brighi (Cesena) |

|                          |           |            |
| Gilardino 73’ Mutu 90+4’ | Marcatori | 13’ Morero |

| Arbitro: | Bergonzi (Genova) |

|           |           |               |
| Sestu 20’ | Marcatori | 23’ Bonazzoli |

| Arbitro: | De Marco (Chiavari) |

|  |           |                                 |
|  | Marcatori | 48’ Fábio Simplício 55’ Miccoli |

| Arbitro: | Orsato (Schio) |

|                        |           |  |
| Ibrahimović 11’, 90+4’ | Marcatori |  |

| Arbitro: | Banti (Livorno) |

|          |           |  |
| Mutu 72’ | Marcatori |  |

| Arbitro: | Trefoloni (Siena) |

|              |           |                                  |
| Plasmati 49’ | Marcatori | 59’ (rig.) Jovetic 89’ Gilardino |

| Arbitro: | Damato (Barletta) |

|                        |           |             |
| Pasqual 53’ Vargas 85’ | Marcatori | 87’ Ragatzu |

| Arbitro: | Bergonzi (Genova) |

|                                        |           |              |
| Asamoah 10’ D'Agostino 48’ (rig.), 69’ | Marcatori | 67’ Dainelli |

| Arbitro: | Banti (Livorno) |

|                                        |           |              |
| Vargas 6’ Gilardino 47’, 67’ Gobbi 74’ | Marcatori | 86’ Baptista |

| Arbitro: | Farina (Novi Ligure) |

|            |           |  |
| Vargas 57’ | Marcatori |  |

| Arbitro: | Rizzoli (Bologna) |

|  |           |                       |
|  | Marcatori | 11’ Jovetić 93’ Zauri |

| Arbitro: | Gervasoni (Mantova) |

|               |           |  |
| Gilardino 20’ | Marcatori |  |

| Arbitro: | Gava (Conegliano) |

|                |           |               |
| Tiribocchi 50’ | Marcatori | 90’ Jorgensen |

| Arbitro: | Rizzoli (Bologna) |

|  |           |                   |
|  | Marcatori | 55’ Kaká 76’ Pato |

### Coppa Italia

#### Fase finale
| Arbitro: | Damato (Barletta) |

|  |           |                |
|  | Marcatori | 19’ R. Bianchi |

### UEFA Champions League

#### Turni preliminari
| Arbitro: | Webb |

|                       |           |  |
| Mutu 3’ Gilardino 57’ | Marcatori |  |

| Praga 27 agosto 2008, ore 20:45 UTC+1 3º turno di qualificazione - Ritorno | Slavia Praga | 0 – 0 referto | Fiorentina | Stadion Eden\| Arbitro: \| Layec \| |
| Arbitro:                                                                   | Layec        |               |            |                                     |

#### Fase a gironi
| Arbitro: | Fröjdfeldt |

|                           |           |                    |
| Piquionne 73’ Benzema 86’ | Marcatori | 12’. 42’ Gilardino |

| Firenze 30 settembre 2008, ore 20:45 UTC+1 2ª giornata | Fiorentina | 0 – 0 referto | Steaua Bucarest | Stadio Artemio Franchi (26.000 spett.)\| Arbitro: \| Riley \| |
| Arbitro:                                               | Riley      |               |                 |                                                               |

| Arbitro: | Benquerença |

|                                            |           |  |
| Klose 4’ Schweinsteiger 25’ Zé Roberto 90’ | Marcatori |  |

| Arbitro: | Undiano Mallenco |

|          |           |              |
| Mutu 11’ | Marcatori | 78’ Borowski |

| Arbitro: | Kassai |

|               |           |                        |
| Gilardino 45’ | Marcatori | 15’ Makoun 27’ Benzema |

| Arbitro: | Medina Cantalejo |

|  |           |               |
|  | Marcatori | 66’ Gilardino |

### Coppa UEFA

#### Fase ad eliminazione diretta
| Arbitro: | Muniz Fernandez |

|  |           |                 |
|  | Marcatori | 60’ Bakircioglu |

| Arbitro: | Johannesson |

|              |           |               |
| Leonardo 88’ | Marcatori | 61’ Gilardino |

## Statistiche

### Statistiche di squadra
| Competizione     | Punti | In casa | In casa | In casa | In casa | In casa | In casa | In trasferta | In trasferta | In trasferta | In trasferta | In trasferta | In trasferta | Totale | Totale | Totale | Totale | Totale | Totale | DR  |
| Competizione     | Punti | G       | V       | N       | P       | Gf      | Gs      | G            | V            | N            | P            | Gf           | Gs           | G      | V      | N      | P      | Gf     | Gs     | DR  |
| ---------------- | ----- | ------- | ------- | ------- | ------- | ------- | ------- | ------------ | ------------ | ------------ | ------------ | ------------ | ------------ | ------ | ------ | ------ | ------ | ------ | ------ | --- |
| Serie A          | 68    | 19      | 14      | 2       | 3       | 29      | 14      | 19           | 7            | 3            | 9            | 24           | 24           | 38     | 21     | 5      | 12     | 53     | 38     | +15 |
| Coppa Italia     | -     | 1       | 0       | 0       | 1       | 0       | 1       | 0            | 0            | 0            | 0            | 0            | 0            | 1      | 0      | 0      | 1      | 0      | 1      | -1  |
| Champions League | 6     | 4       | 1       | 2       | 1       | 4       | 3       | 4            | 1            | 2            | 1            | 3            | 5            | 8      | 2      | 4      | 2      | 7      | 8      | -1  |
| Coppa UEFA       | -     | 1       | 0       | 0       | 1       | 0       | 1       | 1            | 0            | 1            | 0            | 1            | 1            | 2      | 0      | 1      | 1      | 1      | 2      | -1  |
| Totale           | 74    | 25      | 15      | 4       | 6       | 33      | 19      | 24           | 8            | 6            | 10           | 28           | 30           | 49     | 23     | 10     | 16     | 61     | 49     | +12 |

### Andamento in campionato
| Giornata  | 1 | 2  | 3  | 4  | 5  | 6 | 7 | 8 | 9 | 10 | 11 | 12 | 13 | 14 | 15 | 16 | 17 | 18 | 19 | 20 | 21 | 22 | 23 | 24 | 25 | 26 | 27 | 28 | 29 | 30 | 31 | 32 | 33 | 34 | 35 | 36 | 37 | 38 |
| --------- | - | -- | -- | -- | -- | - | - | - | - | -- | -- | -- | -- | -- | -- | -- | -- | -- | -- | -- | -- | -- | -- | -- | -- | -- | -- | -- | -- | -- | -- | -- | -- | -- | -- | -- | -- | -- |
| Luogo     | C | T  | C  | T  | C  | T | C | T | C | T  | C  | T  | C  | T  | T  | C  | T  | C  | T  | T  | C  | T  | C  | T  | C  | T  | C  | T  | C  | T  | C  | T  | C  | C  | T  | C  | T  | C  |
| Risultato | N | P  | V  | P  | V  | V | V | V | N | P  | V  | P  | V  | P  | V  | V  | V  | P  | P  | P  | V  | V  | V  | N  | V  | N  | P  | P  | V  | V  | V  | P  | V  | V  | V  | V  | N  | P  |
| Posizione | 8 | 15 | 12 | 16 | 12 | 9 | 7 | 5 | 5 | 8  | 8  | 9  | 6  | 6  | 5  | 5  | 4  | 6  | 6  | 7  | 6  | 5  | 4  | 4  | 4  | 4  | 4  | 5  | 5  | 5  | 5  | 5  | 4  | 4  | 4  | 4  | 4  | 4  |

Legenda:

Luogo: C = Casa; T = Trasferta. Risultato: V = Vittoria; N = Pareggio; P = Sconfitta.

### Statistiche dei giocatori
Sono in corsivo i calciatori che hanno lasciato la società a stagione in corso.
| Giocatore     | Serie A  | Serie A | Serie A     | Serie A    | Coppa Italia | Coppa Italia | Coppa Italia | Coppa Italia | Champions League | Champions League | Champions League | Champions League | Europa League | Europa League | Europa League | Europa League | Totale   | Totale | Totale      | Totale     |
| Giocatore     | Presenze | Reti    | Ammonizioni | Espulsioni | Presenze     | Reti         | Ammonizioni  | Espulsioni   | Presenze         | Reti             | Ammonizioni      | Espulsioni       | Presenze      | Reti          | Ammonizioni   | Espulsioni    | Presenze | Reti   | Ammonizioni | Espulsioni |
| ------------- | -------- | ------- | ----------- | ---------- | ------------ | ------------ | ------------ | ------------ | ---------------- | ---------------- | ---------------- | ---------------- | ------------- | ------------- | ------------- | ------------- | -------- | ------ | ----------- | ---------- |
| S.B. Almirón  | 11       | 0       | 3           | 0          | 1            | 0            | 0            | 0            | 4                | 0                | 0                | 0                | 0             | 0             | 0             | 0             | 16       | 0      | 3           | 0          |
| V. Avramov    | 0        | 0       | 0           | 0          | 0            | 0            | 0            | 0            | 0                | 0                | 0                | 0                | 0             | 0             | 0             | 0             | 0        | 0      | 0           | 0          |
| E. Bonazzoli  | 12       | 1       | 1           | 0          | 0            | 0            | 0            | 0            | 0                | 0                | 0                | 0                | 0             | 0             | 0             | 0             | 12       | 1      | 1           | 0          |
| G. Comotto    | 28       | 0       | 7           | 1          | 1            | 0            | 0            | 0            | 0                | 0                | 0                | 0                | 0             | 0             | 0             | 0             | 29       | 0      | 7           | 1          |
| M. da Costa   | 1        | 0       | 0           | 0          | 1            | 0            | 1            | 0            | 0                | 0                | 0                | 0                | 0             | 0             | 0             | 0             | 2        | 0      | 1           | 0          |
| D. Dainelli   | 21       | 1       | 8           | 0          | 0            | 0            | 0            | 0            | 7                | 0                | 3                | 0                | 1             | 0             | 0             | 0             | 29       | 1      | 11          | 0          |
| M. Donadel    | 29       | 0       | 4           | 0          | 1            | 0            | 0            | 0            | 2                | 0                | 0                | 0                | 1             | 0             | 1             | 0             | 33       | 0      | 5           | 0          |
| Felipe Melo   | 29       | 2       | 11          | 2          | 1            | 0            | 1            | 0            | 7                | 0                | 1                | 0                | 2             | 0             | 0             | 0             | 39       | 2      | 13          | 2          |
| S. Frey       | 37       | -37     | 1           | 0          | 0            | 0            | 0            | 0            | 8                | -8               | 0                | 0                | 2             | -2            | 0             | 0             | 47       | -47    | 1           | 0          |
| A. Gamberini  | 34       | 0       | 5           | 0          | 0            | 0            | 0            | 0            | 6                | 0                | 0                | 0                | 2             | 0             | 0             | 0             | 42       | 0      | 5           | 0          |
| A. Gilardino  | 35       | 19      | 6           | 0          | 1            | 0            | 0            | 0            | 8                | 5                | 3                | 0                | 2             | 1             | 0             | 0             | 46       | 25     | 9           | 0          |
| M. Gobbi      | 17       | 1       | 0           | 0          | 0            | 0            | 0            | 0            | 4                | 0                | 2                | 0                | 1             | 0             | 0             | 0             | 22       | 1      | 2           | 0          |
| M. Jorgensen  | 10       | 1       | 1           | 0          | 0            | 0            | 0            | 0            | 2                | 0                | 1                | 0                | 1             | 0             | 0             | 0             | 13       | 1      | 2           | 0          |
| S. Jovetic    | 29       | 2       | 3           | 0          | 1            | 0            | 0            | 0            | 3                | 0                | 0                | 0                | 2             | 0             | 0             | 0             | 35       | 2      | 3           | 0          |
| P. Krøldrup   | 18       | 0       | 3           | 0          | 1            | 0            | 0            | 0            | 4                | 0                | 0                | 0                | 1             | 0             | 0             | 0             | 24       | 0      | 3           | 0          |
| Z. Kuzmanovic | 32       | 2       | 4           | 0          | 1            | 0            | 0            | 0            | 7                | 0                | 1                | 0                | 1             | 0             | 0             | 0             | 41       | 2      | 5           | 0          |
| F. Masi       | 0        | 0       | 0           | 0          | 0            | 0            | 0            | 0            | 1                | 0                | 0                | 0                | 0             | 0             | 0             | 0             | 1        | 0      | 0           | 0          |
| R. Montolivo  | 34       | 4       | 8           | 0          | 0            | 0            | 0            | 0            | 6                | 0                | 1                | 0                | 2             | 0             | 0             | 0             | 42       | 4      | 9           | 0          |
| A. Mutu       | 19       | 12      | 3           | 0          | 1            | 0            | 0            | 0            | 7                | 2                | 1                | 0                | 2             | 0             | 1             | 0             | 29       | 14     | 5           | 0          |
| P.D. Osvaldo  | 8        | 0       | 2           | 1          | 1            | 0            | 0            | 0            | 5                | 0                | 0                | 0                | 0             | 0             | 0             | 0             | 14       | 0      | 2           | 1          |
| Papa Waigo    | 0        | 0       | 0           | 0          | 0            | 0            | 0            | 0            | 0                | 0                | 0                | 0                | 0             | 0             | 0             | 0             | 0        | 0      | 0           | 0          |
| M. Pasqual    | 19       | 1       | 0           | 0          | 1            | 0            | 0            | 0            | 0                | 0                | 0                | 0                | 2             | 0             | 0             | 0             | 22       | 1      | 0           | 0          |
| G. Pazzini    | 12       | 1       | 0           | 0          | 0            | 0            | 0            | 0            | 2                | 0                | 0                | 0                | 0             | 0             | 0             | 0             | 14       | 1      | 0           | 0          |
| M.A. Santana  | 20       | 1       | 0           | 0          | 1            | 0            | 0            | 0            | 8                | 0                | 0                | 0                | 0             | 0             | 0             | 0             | 29       | 1      | 0           | 0          |
| F. Semioli    | 21       | 0       | 2           | 0          | 0            | 0            | 0            | 0            | 2                | 0                | 0                | 0                | 0             | 0             | 0             | 0             | 23       | 0      | 2           | 0          |
| M. Storari    | 1        | -1      | 0           | 0          | 1            | -1           | 0            | 0            | 0                | 0                | 0                | 0                | 0             | 0             | 0             | 0             | 2        | -2     | 0           | 0          |
| J.M. Vargas   | 27       | 3       | 4           | 0          | 0            | 0            | 0            | 0            | 7                | 0                | 0                | 0                | 0             | 0             | 0             | 0             | 34       | 3      | 4           | 0          |
| L. Zauri      | 18       | 1       | 4           | 0          | 1            | 0            | 0            | 0            | 8                | 0                | 2                | 0                | 2             | 0             | 1             | 0             | 29       | 1      | 7           | 0          |